# Adventure Vision
Adventure Vision ist eine tragbare Spielkonsole mit eingebautem Monitor, die 1982 von Entex Industries entwickelt wurde. Insgesamt wurden 50.757 Einheiten des Systems verkauft.

## Hardware

### Technische Daten
- Prozessor Intel 8048 getaktet mit 733 kHz
- Soundchip COP411L
- 1 kB RAM
- 4-Wege-Joystick und je 4 Knöpfe, links und rechts neben dem Joystick für Links und Rechtshänder

### Bildschirm
Der Bildschirm besteht aus einer roten Plastikscheibe, welche den Blick in das Innere des Gerätes verbirgt und nur die Darstellung des Spielfeldes durchlässt. Im Gerät selbst werden mittels einer Leiste aus 40 roten LEDs Leuchtpunkte auf und einen rotierenden Spiegel projiziert. Durch die Trägheit des Auges entsteht so der Eindruck ein komplettes Spielfeld zu sehen. Er verfügt damit über eine wahrgenommene Auflösung von 150 × 40 Bildpunkten.

## Spiele
Es wurden lediglich vier Spiele auf Steckmodulen herausgebracht, die auf der Oberseite des Gerätes in Vertiefungen abgelegt werden konnten.
- Defender
- Super Cobra
- Turtles
- Space Force (ähnlich Asteroids)

Am 31. März 2013 wurde auf der Revision-Demoparty mit Code Red das weltweit erste Homebrew-/Demo-ROM für dieses System vom Museum of Electronic Games & Art gezeigt. Der Quellcode der Demo samt Entwicklungstools wurde im Anschluss veröffentlicht.

## Vergleichbare Systeme
- Virtual Boy, Nintendo (Virtual-Reality-Brille mit LED-Technologie)
- Vectrex (Konsole mit eingebautem Monitor)

## Emulation
Unterstützt wird das System vom Emulator M.E.S.S. und von dem auf die Adventure Vision spezialisierten Emulator AdViEmulator des Museum of Electronic Games and Art.